# Full motion video
Pour les articles homonymes, voir Full et FMV.

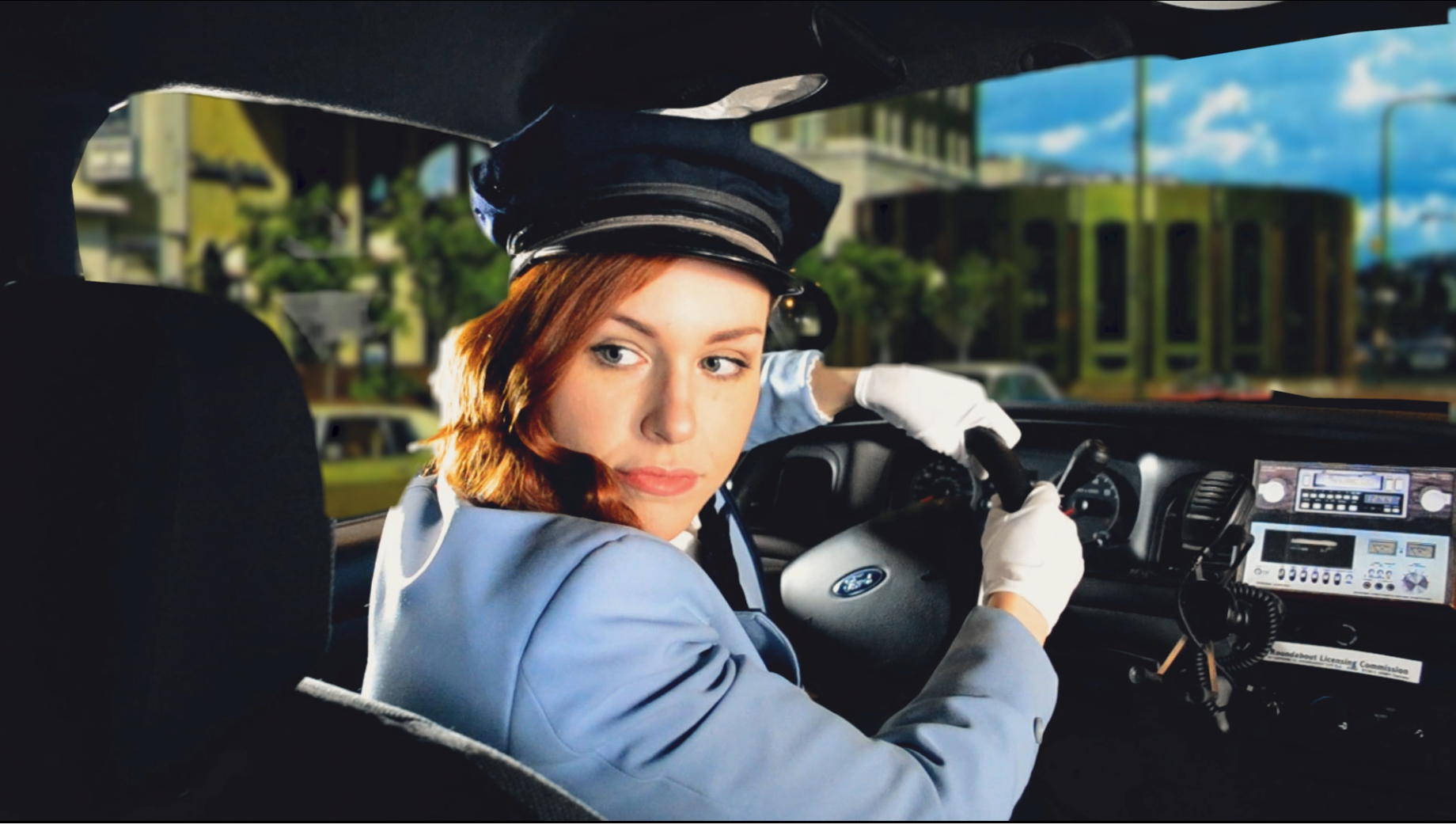
Exemple de jeu FMV, Roundabout, sorti en 2014.

La full motion video (FMV) est une vidéo diffusée dans un jeu vidéo à partir des fichiers vidéo pré-enregistrés (généralement filmés). Les FMV remplacent les graphismes en temps réel habituellement utilisés dans les jeux vidéo pour afficher l'action dans le jeu. Cette technologie a été de moins en moins utilisée, en raison de l’augmentation des capacités de rendu des machines, permettant un rendu en temps réel de qualité suffisante.
Les films interactifs utilisent fréquemment la FMV. On parle d'ailleurs de jeux en FMV. La FMV n'est pas dévolue à ce genre et peut être utilisée dans d'autres types de jeux (rail shooters, jeu de sport...).

## Histoire
Les premiers jeux en full motion video apparaissent en 1983 dans les salles d'arcade sur des machines équipées de Laserdisc. Leur précurseur est Astron Belt de Sega, un shoot'em up dont les vaisseaux et ennemis sont réalisés en vidéo. L'intérêt de ce dispositif et de s'affranchir des contraintes techniques de l'époque pour proposer des graphismes plus réalistes. 
Grâce à la technologie du CD-ROM, le studio Trilobyte parvient à streamer dans The 7th Guest des animations pré-rendues haute résolution en 256 couleurs, à 10 images par seconde.
La technologie FMV favorise des gameplays lents aux mécaniques simples. L'amélioration de la technique se fait au détriment du gameplay et l’avènement de la 3D temps réel finit par faire tomber la technologie FMV en désuétude.
Depuis, le développement de jeux en FMV est rare, il en subsiste néanmoins qui jouent sur la nostalgie (Fate by Numbers) ou modernisent la formule (Her Story) ou en ajoutant d'autres mécaniques (Not For Broadcast).
Le studio Wales Interactive tente de renouveler les réalisations de films interactifs FMV depuis 2016.
The Complex a par exemple été nommé 8 fois au British Film Festival Awards 2020.